# Tolba Ridha
Tolba Ridha es un deportista egipcio que compitió en judo. Ganó una medalla de plata en el Campeonato Africano de Judo de 1997, en la categoría de –78 kg.

## Palmarés internacional
| Campeonato Africano | Campeonato Africano    | Campeonato Africano | Campeonato Africano |
| Año                 | Lugar                  | Medalla             | Categoría           |
| ------------------- | ---------------------- | ------------------- | ------------------- |
| 1997                | Casablanca (Marruecos) | Medalla de plata    | –78 kg              |